# Ekonomiåret 1932

## Avlidna
- 12 mars - Den svenske företagsledaren Ivar Kreuger hittas skjuten i sin lägenhet i Paris i Frankrike. Ivan Kreugers död utlöser den så kallade Kreugerkraschen som drabbar Sveriges ekonomi hårt.[1]